# Pteropus ornatus
Pteropus ornatus is een vleermuis uit het geslacht Pteropus die voorkomt in Nieuw-Caledonië op de eilanden Nieuw-Caledonië, Lifou en Maré. Op de laatste twee eilanden komt een aparte ondersoort voor, P. o. auratus K. Andersen, 1909. Hoewel deze soort in het begin van de 20e eeuw de meest algemene vleerhond in Nieuw-Caledonië was, is hij nu zeldzaam en wordt hij bedreigd door de jacht. Dat is begonnen met een ziekte die de populatie decimeerde in de jaren 60.
P. ornatus is een middelgrote, bruine vleerhond. De vacht bevat verspreide gele of zilveren haren. De schouders zijn geelbruin tot wit. De oren zijn bijna onzichtbaar door de lange vacht. De kop-romplengte bedraagt 180 tot 187 mm, de voorarmlengte 142 tot 165 mm, de tibialengte 72,2 mm, de oorlengte 19 tot 26,5 mm en het gewicht 285 tot 440 g.